# Massu (Lääneranna)
Koordinaten: 58° 39′ N, 23° 37′ O
Massu (deutsch Massau) ist ein Dorf (estnisch küla) in der Landgemeinde Lääneranna im Kreis Pärnu (bis 2017: Landgemeinde Hanila im Kreis Lääne) in Estland.

## Beschreibung
Der Ort hat 35 Einwohner (Stand 31. Dezember 2011). Er liegt nördlich von Kõmsi. Die Entfernung nach Haapsalu beträgt 32 Kilometer.
In der Nähe des Dorfes liegt ein Findling aus Gneis. Er steht seit 1937 unter staatlichem Schutz. Sein Umfang beträgt 16,8 m.

## Burg
Seit dem 13. Jahrhundert ist die Burg von Massu (Massu linnus) belegt. Die von einem ursprünglich acht bis zehn Meter hohen Ringwall geschützte Befestigung entstand auf flachem Land. Der ovale Burghof hatte einen Durchmesser von 55 bis 65 Metern. Archäologen schätzen den Ursprung der Siedlung auf die zweite Hälfte des ersten Jahrtausends vor Christus.
Von der ehemaligen Burg ist heute nicht mehr viel zu sehen. Sie ist größtenteils überwachsen. Die Überreste des Ringwalls wurden 1972/73 abgetragen und zum Bau der örtlichen Kolchose verwendet.

## Gut von Massu

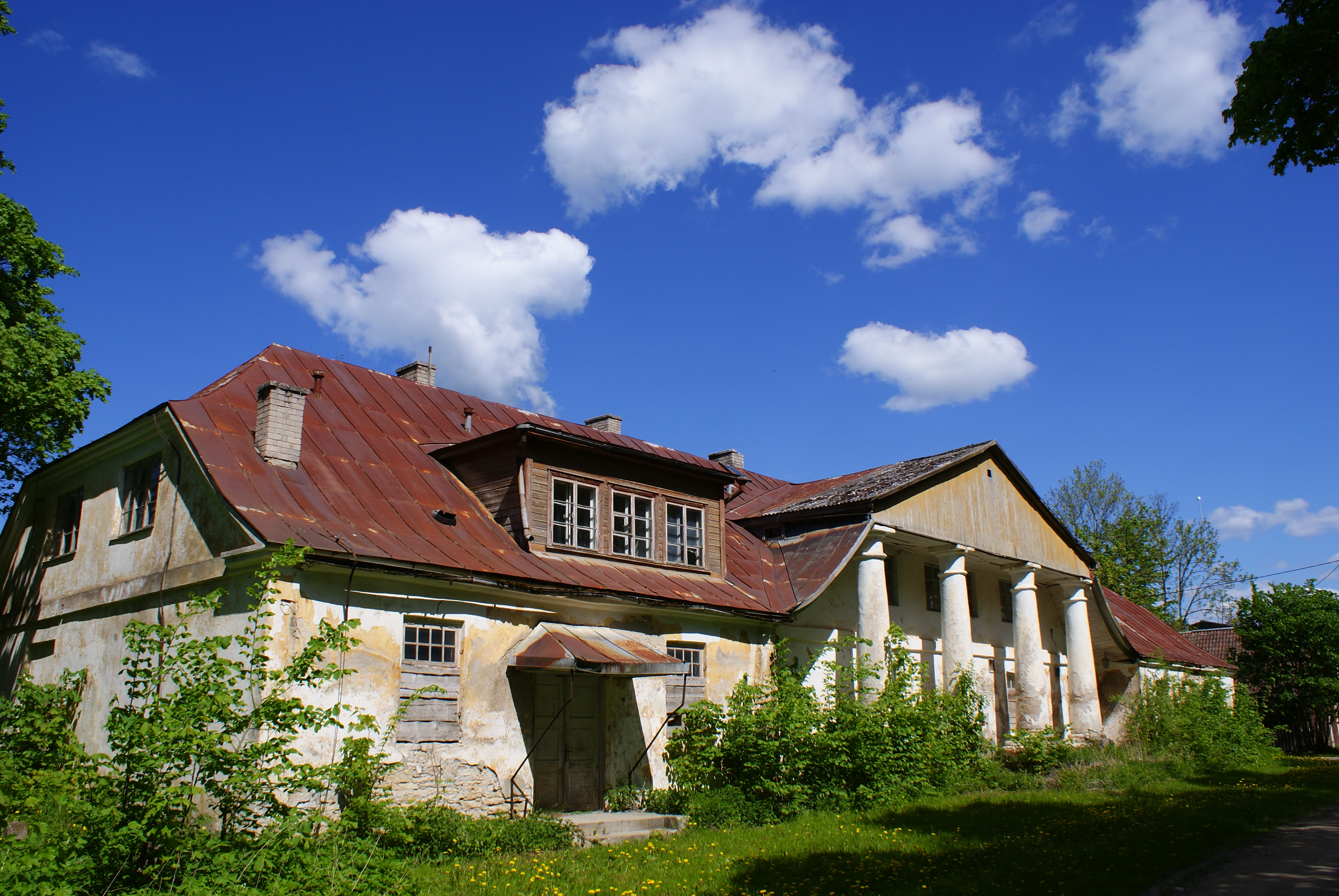
Ehemalige Meierei des Guts von Massu

Das Dorf und das Gut von Massu wurden wahrscheinlich Anfang des 16. Jahrhunderts gegründet. 1596, zur Zeit der schwedischen Herrschaft über Estland, wurden sie erstmals urkundlich erwähnt. Von spätestens 1765 bis 1837 gehörte das Gut der adligen deutschbaltischen Familie Pistohlkors. Dann erwarb es die Familie von Bremen. Sie begannen mit dem repräsentativen Ausbau des Gutes und der Nebengebäude.
Das heutige Herrenhaus von Massu (Massu mõis) entstand wie die meisten Nebengebäude in der ersten Hälfte des 19. Jahrhunderts. Das repräsentative Gebäude wurde im Stil des Klassizismus aus Stein errichtet. Der Mittelteil wird von einem Portikus aus acht Säulen geschmückt. Das Haus ist von einem 5,6 Hektar großen Park im englischen Stil umgeben. Gegenüber dem Herrenhaus befindet sich die herrschaftlich gestaltete Meierei, die ebenfalls von einem Portikus geziert wird.
Nach der Enteignung im Zuge der estnischen Landreform 1919 war in dem Herrenhaus die Schule des Ortes untergebracht. Sie wurde 1974 geschlossen. Heute befindet sich das Anwesen in Privatbesitz.

## Söhne und Töchter des Dorfes
Berühmtester Sohn des Ortes ist der estnische Schriftsteller Jaan Oks (1884–1918). Er war ab 1905 für einige Monate als Lehrer an der 1859 gegründeten Schule von Massu tätig.